# Ernst Dieffenbach
Ernst Dieffenbach (Gießen, groothertogdom Hessen, 27 januari 1811 - Gießen, 1 oktober 1855) was een Duitse arts, geoloog en natuuronderzoeker. Hij was de eerste onderzoeker die enige tijd in Nieuw-Zeeland woonde en er wetenschappelijk onderzoek deed.

## Biografie

### Studie en verblijf in Londen
Ernst Dieffenbach studeerde geneeskunde aan de Universiteit van Gießen. Hij werd in 1833 uit het groothertogdom Hessen verbannen wegens subversieve activiteiten. Hij vluchtte naar Straatsburg en daarna naar Zwitserland waar hij in 1834 in Zürich zijn studie kon afmaken. Hij verkreeg in 1835 de titel van doctor.
In 1837 verbleef hij in Londen waar hij zich staande hield met het geven van lessen in Duits. Hij verwierf daar spoedig aanzien door zijn bijdragen aan medische en geologische wetenschappelijke tijdschriften. Hij raakte bevriend met onder andere de geoloog Charles Lyell en de natuuronderzoeker Richard Owen. Dankzij aanbevelingen mocht hij inschepen op de Tory richting Nieuw-Zeeland waarheen hij reisde in de hoedanigheid van arts, landmeter en natuuronderzoeker.

### Reis door Nieuw-Zeeland en de Chathameilanden
In augustus 1839 bereikte het schip het Noordereiland, waar hij twee jaar lang werkte in de zich ontwikkelende kolonie. Hij maakte uitgebreide reizen door dit deel van Nieuw-Zeeland en daarna bezocht hij vier weken lang de Chathameilanden. Hij werd daardoor de eerste natuuronderzoeker die in het land zelf onderzoek deed en er tegelijk woonde. Hij verzamelde en documenteerde de flora en de fauna en beschreef het landschap en de geologische structuren. Zijn verzamelde specimens werden later ondergebracht bij het British Museum en botanische tuin in Londen.
Dieffenbach was, samen met James Heberley (die volgens de overlevering 20 minuten eerder de top bereikte), een van de eersten die de 2518 m hoge top van Mount Taranaki bereikte. Deze berg is een actieve vulkaan en deze beklimming was het initiatief van Dieffenbach.
Als eerbetoon aan Dieffenbach zijn de Nieuw-Zeelandse paling (Anguilla dieffenbachii) en de in 1872 uitgestorven Dieffenbachs ral (Gallirallus dieffenbachii) naar hem vernoemd. De geslachtsnaam Dieffenbachia is overigens een eerbetoon aan de hortulanus van de Weense botanische tuin, Joseph Dieffenbach (1796–1863).

### Terug in Engeland
In oktober 1841 keerde hij terug naar Groot-Brittannië en gaf daar zijn eerste boek uit "New Zealand and its Native Population". Daarna werkte hij verder aan zijn boek  "Travels in New Zealand", dat in 1843 in twee delen verscheen. Dit boek werd lovend ontvangen, want het legde de basis voor verder onderzoek en kolonisering van dit gebiedsdeel.
In januari 1843 behoorde hij tot de oprichter van de London Ethnological Society. In een essay  "On the Study of Ethnology", betoogde hij dat 
menselijke rassen op dezelfde manier in kaart gebracht konden worden als de botanicus plantensoorten beschrijft in hun samenhang met de geografische standplaats.

### Terug in Duitsland
In de loop van 1843 keerde hij terug naar Duitsland. Dankzij ondersteuning van Alexander von Humboldt en Justus von Liebig werden nieuwe problemen door zijn vroegere politieke activiteiten voorkomen. Hij hoopte op een nieuwe opdracht voor een reis naar Nieuw-Zeeland, een aanbod om naar Zuid-Amerika op expeditie te gaan wees hij af. In Duitsland werkte hij aan de vertaling van "Journal of Researches"  van Charles Darwin en schreef in wetenschappelijke tijdschriften. Pas na de Maartrevolutie in Duitsland in 1848 kon hij ongehinderd verder werken en publiceren. Hij kwam in de redactie van het liberale Freie Hessische Zeitung en werd privaatdocent aan de Universiteit van Gießen. In 1850 werd hij buitengewoon hoogleraar in de geologie. In 1852 verscheen zijn vertaling in het Duits van "The Geological Observer" van Henry De la Beche.
Hij trouwde in 1851 en kreeg twee dochters. In 1855 overleed hij aan buiktyfus.